# Ladislav Mrklas
Ladislav Mrklas (* 2. května 1973 Praha) je český politolog, spoluzakladatel a v letech 2009 až 2020 prorektor CEVRO Institutu, od roku 2022 člen Rady České televize.

## Život
Vystudoval politologii na Fakultě sociálních věd Univerzity Karlovy v Praze, kde také v letech 2000 až 2009 vyučoval. Specializuje se na problematiku české politiky ve všech jejích podobách, volební a stranické systémy, politiku v zemích střední a východní Evropy, volební geografii a také na politický marketing.
V letech 1998 až 2006 působil v Poslanecké sněmovně PČR jako tajemník mediální komise, resp. poradce místopředsedy. V letech 2002 až 2009 byl ředitelem CEVRO – Liberálně-konzervativní akademie, od roku 2013 je místopředsedou jeho správní rady. Patří mezi spoluzakladatele vysoké školy CEVRO Institut, v letech 2009 až 2020 byl jejím prorektorem pro rozvoj. V této funkci se věnoval organizaci neakademických aktivit školy (konference, semináře, publikační činnost, kurzy, granty), propagaci a marketingu školy.
Dne 15. června 2022 jej Poslanecká sněmovna PČR zvolila členem Rady České televize, a to na zkrácený mandát po odvolané Haně Lipovské. Získal všech 99 hlasů z 99 možných hlasů.
Ladislav Mrklas žije v obci Zeleneč v okrese Praha-východ.